# Aixirivall

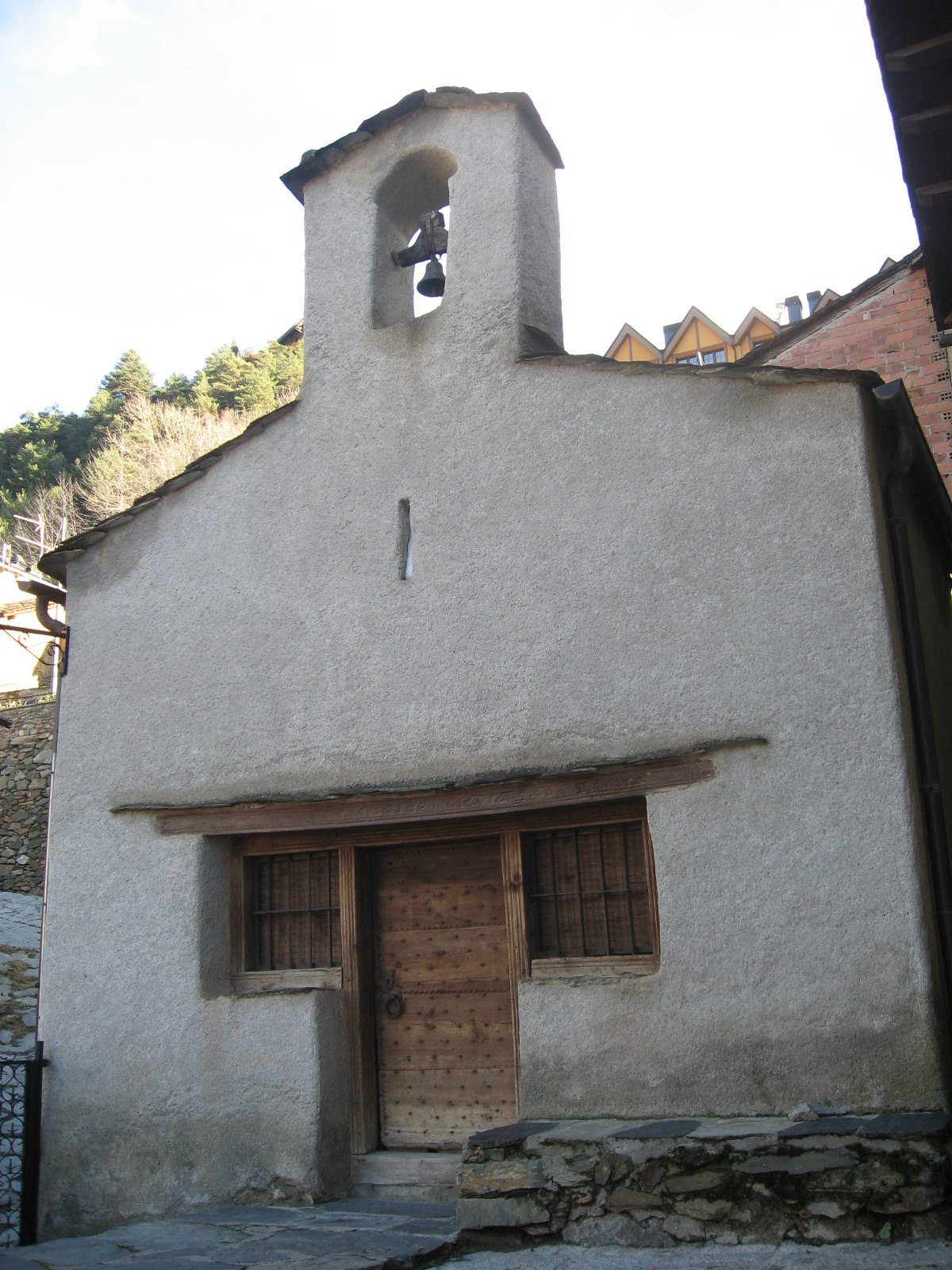
Die Kirche Sant Pere de Aixirivall in dem Dorf

Aixirivall (früher Xirovall und Anxirivall) ist ein Dorf in der Gemeinde Sant Julià de Lòria in Andorra. Bei der Volkszählung 2024 hatte es 1064 Einwohner.
Im Dorf befindet sich die Kirche Sant Pere de Aixirivall, die im 16. und 17. Jahrhundert im romanischen Stil erbaut und als geschütztes Gebäude von Andorra klassifiziert wurde.

## Geographie
Aixirivall liegt auf einer Höhe von 1148 Metern am linken Ufer des Riu dʼAixirivall vor seiner Mündung in den Fluss Valira. Wie die Dörfer Auvinyà, Certés, Fontaneda und Nagol liegt Aixirivall nicht innerhalb, sondern oberhalb des Valira-Tals. Das Dorf kann über die Straße CS-131 von der Stadt Sant Julià de Lòria erreicht werden. Der Fernwanderweg GR-7 verläuft wenige hundert Meter vom Dorf entfernt und führt im Norden nach Llumeneres und im Süden nach Auvinyà.